# Décès en octobre 1991
Décès
- 1987
- 1988
- 1989
- 1990
- 1991
- 1992
- 1993
- 1994
- 1995

Pour une information complémentaire, voir la page d'aide.

| Date          | Nom                       | Activités                                                                 | Âge | Source |
| ------------- | ------------------------- | ------------------------------------------------------------------------- | --- | ------ |
| date inconnue | Marguerite Bermond        | peintre figurative française                                              | 80  |        |
| 3 octobre     | Max Cantor                | journaliste et acteur américain                                           | 32  |        |
| 3 octobre     | Adam Saulnier             | journaliste et peintre français                                           | 76  |        |
| 5 octobre     | Hans Paeschke             | journaliste allemand                                                      | 80  |        |
| 7 octobre     | Jorge Ángel Livraga Rizzi | fondateur argentin de la Nouvelle Acropole                                | 61  |        |
| 10 octobre    | Pío Cabanillas Gallas     | homme politique espagnol                                                  | 67  | (en)   |
| 10 octobre    | Andrzej Zaucha            | saxophoniste, chanteur et acteur polonais                                 | 42  | (en)   |
| 11 octobre    | Pietro Ferraris           | footballeur italien                                                       | 79  |        |
| 11 octobre    | Josip Takač               | footballeur international yougoslave                                      | 71  |        |
| 14 octobre    | Walter M. Elsasser        | physicien allemand                                                        | 87  |        |
| 14 octobre    | Gianni Dova               | peintre italien                                                           | 66  |        |
| 14 octobre    | Edmond Bertreux           | peintre français                                                          | 79  |        |
| 16 octobre    | Blago Zadro               | homme politique et général de division de l’armée croate à titre posthume | 47  |        |
| 17 octobre    | Piet van Est              | coureur cycliste néerlandais                                              | 57  |        |
| 19 octobre    | Jean Leppien              | peintre d'origine allemande                                               | 81  |        |
| 20 octobre    | Ronald M. Schernikau      | écrivain allemand                                                         | 31  |        |
| 25 octobre    | Henri Janne               | sociologue et homme politique belge                                       | 83  |        |
| 27 octobre    | Francis Turbil            | architecte, décorateur et designer français                               | 66  |        |
| 27 octobre    | Pyke Koch                 | peintre néerlandais                                                       | 90  |        |
| 28 octobre    | Alexandre Istrati         | peintre roumain naturalisé français                                       | 76  |        |
| 29 octobre    | Franco Nonnis             | peintre, metteur en scène et compositeur italien                          | 66  |        |
| 31 octobre    | César Rueda               | footballeur espagnol                                                      | 67  | (en)   |